# Schloss Fahrenbach
Schloss Fahrenbach ist heute ein Golfhotel im Gemeindeteil Fahrenbach der Gemeinde Tröstau im oberfränkischen Landkreis Wunsiedel im Fichtelgebirge.

## Geschichte
Der Ort wurde 1362 erstmals urkundlich erwähnt und dem Besitz der Hirschberger mit einer ersten Wehranlage zugeschrieben. Der Markgraf Albrecht Achilles verlieh 1475 das Lehen an Hans und Gilg Leubel, die einen Rittersitz zur Sicherung des Wurmlohpasses an der Grenze zu Kurpfalz-Bayern erbauen sollten. Im Landbuch der Sechsämter gehörten 1499 zum Rittergut die Dörfer Reichenbach und Nagel. Spätere Besitzer waren die Herdegen, Wildenstein, die Geheimräte Borcke und Carl von Stein, die Lindenfels und weitere. Das Schloss wurde 1986 durch einen Brand weitgehend zerstört und 1993 als Golfhotel wieder in Betrieb genommen. Trotz seiner langen Geschichte mit verschiedenen Vorgängerbauten ist das Schloss kein Baudenkmal.